# Dore
Dore är en by i distriktet Sheffield, i grevskapet South Yorkshire, i England. Fram till 1934 var den en del av Derbyshire, men numera är det en förort till Sheffield. Dore ligger på en kulle ovanför floden Sheaf. Den har rykte om sig att vara Sheffields mest välmående förort. Dore var en civil parish 1866–1934 när blev den en del av Sheffield. Civil parish hade 2 684 invånare år 1931.
Namnet Dore kommer från fornengelskans ord för dörr, som man kan tyda som en port eller ett pass mellan två riken. Floden Sheaf var gränsen mellan de anglosaxiska rikena Deira (senare Northumbria) och Mercia. I den Anglosaxiska krönikan nämns Dore; det står i krönikan att Egbert av Wessex 827 (egentligen 829) ledde sin armé till byn för att få Eanred av Northumbrias underkastelse och därmed få makten över hela det anglosaxiska Britannien. Byn nämndes i Domedagsboken (Domesday Book) år 1086, och kallades då Dore.